# اسماعیل خزیمه
اسماعیل خُزیمه سیاست‌مدار ایرانی بود، که در  دوره بیست و سوم  به‌عنوان نماینده زابل  در مجلس شورای ملی حضور داشت.